# شاكايبا سانكا أماج
شاكايبا سانكا أماج ( الباشتو : شکېبا څانګه آماج ) هي صحفية أفغانية من مواليد 1986 ولدت في كابول ، وهي واحدة من المذيعين الموهوبين في قناة شمشاد التلفزيونية، قُتلت في منزلها يوم الخميس الموافق 10 يوليو 2007. كانت أماج منافسة شرسًا لزكية زكي، وكانت زكية زكي واحدة من الصحفيات القلائل اللواتي تحدثن في عهد طالبان. وقع مقتل أماج قبل ستة أيام فقط من مقتل زكية في 1 يونيو.

## وصلات خارجية
- http://www.museumstuff.com/learn/topics/Shakaiba_Sanga_Amaj
- https://web.archive.org/web/20110305200218/http://saangaamaj.webs.com/apps/photos/photo؟photoid=40414683